# Stéphanie Foretz Gacon
Stéphanie Foretz Gacon (Issy-les-Moulineaux, 1981. május 3. –) francia teniszezőnő. Profi pályafutása 1997-ben kezdődött, legjobb világranglista-helyezését 2003 februárjában érte, amikor hatvankettedik volt. Egyéniben hét, párosban négy ITF-tornát nyert.

## Eredményei Grand Slam-tornákon

### Egyéniben
| Torna           | 2008   | 2007   | 2006   | 2005   | 2004   | 2003   | 2002   | 2001   | 2000   | 1999   |
| --------------- | ------ | ------ | ------ | ------ | ------ | ------ | ------ | ------ | ------ | ------ |
| Australian Open | -      | 1. kör | 1. kör | 1. kör | 1. kör | 2. kör | -      | -      | -      | -      |
| Roland Garros   | 1. kör | 1. kör | 1. kör | 1. kör | 2. kör | 2. kör | 1. kör | 1. kör | 2. kör | 1. kör |
| Wimbledon       | 1. kör | 1. kör | 1. kör | 2. kör | 2. kör | 1. kör | 1. kör | 1. kör | -      | -      |
| US Open         | -      | -      | 1. kör | 1. kör | 2. kör | 1. kör | 3. kör | -      | -      | -      |

## Év végi világranglista-helyezései
| Év       | 1997 | 1998 | 1999 | 2000 | 2001 | 2002 | 2003 | 2004 | 2005 | 2006 | 2007 | 2008 |
| Helyezés | 773. | 280. | 188. | 156. | 127. | 79.  | 100. | 93.  | 94.  | 117. | 135. | 115. |